# Markku Kanerva

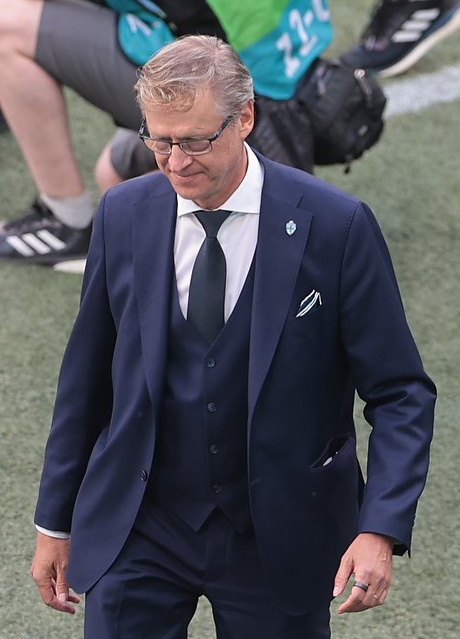
Markku Kanerva, 2021

Markku Kanerva (* 24. Mai 1964 in Helsinki) ist ein ehemaliger finnischer Fußballspieler und heutiger Fußballtrainer. Bis November 2024 war er Trainer der finnischen Nationalmannschaft.

## Spieler
Kanerva spielte unter anderem für HJK Helsinki und IF Elfsborg.

## Trainer
Nach seiner Spielerkarriere schlug Kanerva eine Laufbahn als Trainer ein. Dabei war er zunächst als Co-Trainer bei HJK Helsinki sowie als Cheftrainer beim FC Viikingit aktiv. Von Anfang 2004 bis Ende 2010 trainierte er die finnische U21-Nationalmannschaft. Nach dem Abschied des bisherigen Nationaltrainers Stuart Baxter im Herbst 2010 übernahm er interimistisch mit Olli Huttunen die A-Nationalmannschaft. Als Mixu Paatelainen im Frühjahr 2011 als neuer Nationaltrainer verpflichtet wurde, rückte er als dessen Assistent dauerhaft in den Trainerstab der A-Auswahl auf und Mika Laurikainen wurde sein Nachfolger bei der U-21-Nationalmannschaft. Nach einer langanhaltenden Serie siegloser Spiele und vier Niederlagen in Folge im Rahmen der Qualifikation zur EM-Endrunde 2016 wurde Paatelainen im Sommer 2015 entlassen und Kanerva erneut zum Interimstrainer berufen. Ab Januar 2016 war der Schwede Hans Backe für die Nationalmannschaft verantwortlich, unter ihm verlor die Nationalmannschaft im Jahresverlauf neun von elf Länderspielen und so wurde im Dezember 2016 Kanerva offiziell zum finnischen Nationaltrainer berufen. Er führte Finnland zur EM 2021 und konnte das Team damit erstmals für eine Welt- oder Europameisterschaft qualifizieren. Zwar verpasste er mit der Nationalmannschaft die Qualifikation zur WM-Endrunde 2022 als Gruppendritter hinter Frankreich und mit einem Punkt Rückstand hinter der Ukraine und zur EM-Endrunde 2024 als Gruppendritter hinter Dänemark und Slowenien, der Verband verlängerte jedoch im Juni 2024 seinen Vertrag sowie des teilweise neu aufgestellten Trainerstabs um die Assistenten Jani Honkavaara, Teemu Tainio und Tim Sparv bis 2026. Nach dem Finnland in der Nations League 2024/25 alle Spiele verlor und in die Liga C abstieg, wurde Kanerva im November 2024 entlassen.